# Great Eastern Main Line
De Great Eastern Main Line is een belangrijke spoorlijn in het Verenigd Koninkrijk die loopt van station Liverpool Street in Londen naar het oosten van Engeland. De lijn is aangelegd door en vernoemd naar de Eastern Counties Railway en de Eastern Union Railway.
De lijn bedient plaatsen als Shenfield, Chelmsford, Colchester, Ipswich, Stowmarket en Norwich zowel als enkele badplaatsen waaronder Clacton-on-Sea, Southend-on-Sea en Walton-on-the-Naze.
Er werd van 2012 tot 2022 gewerkt om ter hoogte van station Stratford de Great Eastern Main Line te verbinden met de Great Western Main Line dwars door de Londense binnenstad met behulp van het Crossrail project. De resulterende Elizabeth line werd in de herfst van 2022 in gebruik genomen.